# Lepidonotothen squamifrons
Lepidonotothen squamifrons är en fiskart som först beskrevs av Günther, 1880.  Lepidonotothen squamifrons ingår i släktet Lepidonotothen och familjen Nototheniidae. Inga underarter finns listade i Catalogue of Life.